# Act I: Live in Rosario
Act I — перший концертний альбом, випущений фінською співачкою сопрано Тар'єю Турунен. Два концерти були записані і зняті з десяти HD камер у терті El Círculo в Росаріо, Аргентина, в березні 2012 року і випущені на CD, DVD та Blu-Ray 24-го серпня 2012. Крім того, медіа-книга до альбому містить живий запис з Luna Park (під назвою DVD3).
Трекліст складає суміш із трьох її сольних альбомів, класики Nightwish «Nemo», каверів з Ендрю Ллойд Веббера, Ґері Мура і Whitesnake плюс різноманітні доповнення
10 липня 2013 року earMUSIC випустив перший офіційний тізер «Акту I».

## Відгуки
Запис був добре прийнятий критиками. Огляд на сайті getredytoROCK! повідомив, що «цей записаний наживо CD неодмінно втішить своїх шанувальників, […] епічний метал, що перетнувся із поп- та класичною музикою, ніколи не звучав так добре».
Лі Вокер у своєму огляді для Firebrand Magazine зазначив, що «Тар'я знову довела, що вона ходить поодинці, 7 довгих років пройшло з тих пір, як вона розлучилася зі своєю попередньою групою, і впродовж цього часу продовжує доводити, що вона є успішним митцем у своїй царині. „Act I“ успішно захоплює всією магією, що стоїть за її живими виступами».
Ант Мей з Planetmosh оцінив технічні аспекти DVD, зазначивши, що «освітлення фантастичне з великою кількістю кольорових і світлових ефектів плюс використання лазерів, які всі об'єднуються, щоб створити великі візуальні ефекти», а також назвав звук «бездоганним» і «кришталево чистим».

## Список композицій подвійного DVD
| DVD1 | DVD1 | DVD1                                                        | DVD1       |
| #    | Назва | Автор                                                       | Тривалість |
| ---- | --- | ----------------------------------------------------------- | ---------- |
| 1.   | «If You Believe» (intro) |                                                             | 4:00       |
| 2.   | «Anteroom of Death» | Michelle Leonard, Kiko Masbaum, Tarja Turunen               | 4:20       |
| 3.   | «My Little Phoenix» | Ruud Houweling, Michiel Van Zundert                         | 5:20       |
| 4.   | «Dark Star» | Johnny Andrews, Turunen                                     | 5:15       |
| 5.   | «Naiad» | Torsten Stenzel, Angela Heldmann, Adrian Zagoritis, Turunen | 7:22       |
| 6.   | «Falling Awake» | Andrews, Turunen                                            | 5:18       |
| 7.   | «I Walk Alone» | Anders Wollbeck, Mattias Lindblom, Harry Sommerdahl         | 5:45       |
| 8.   | «Orpheus Hallucination / Orpheus in the Underworld» | Жак Оффенбах                                                | 6:35       |
| 9.   | «Little Lies» (instrumental) |                                                             | 2:17       |
| 10.  | «Little Lies» | Alex Scholpp, Andrews, Turunen                              | 5:48       |
| 11.  | «Into the Sun» | Wollbeck, Lindblom, Steve van Velvet, Turunen               | 4:38       |
| 12.  | «Nemo» (кавер на Nightwish) | Туомас Холопайнен                                           | 6:05       |
| 13.  | «Акустичний сет: - "Rivers of Lust" (Kid Crazy, Johan Westmar, Kristoffer Karlsson, Jessika Lundstrom, Turunen) - "Minor Heaven" (Wollbeck, Lindblom) - "Montañas de Silencio" (Martin Tillman, Turunen) - "Sing for Me" (Kid Crazy, Christel Sundberg, Tracy Lipp) - «I Feel Immortal» (Toby Gad, Lindy Robbins, Керлі, Turunen)» |                                                             | 10:40      |
| 14.  | «Never Enough» | Andrews, Turunen                                            | 5:05       |
| 15.  | «In for a Kill» | Wollbeck, Lindblom, Turunen                                 | 6:10       |
| 16.  | «Токата і фуга ре мінор (BWV 565) / The Phantom of the Opera» | Йоганн Себастьян Бах / Ендрю Ллойд Веббер                   | 7:05       |
| 17.  | «Die Alive» | Wollbeck, Hanne Sørvaag, Lindblom, Turunen                  | 5:00       |
| 18.  | «Until My Last Breath» | Andrews, Turunen                                            | 8:40       |
| 19.  | «Over the Hills and Far Away» (кавер на Ґері Мура) | Ґері Мур                                                    | 12:01      |

| DVD2 | DVD2                                                                                  | DVD2                                                                                        | DVD2       |
| #    | Назва                                                                                 | Автор                                                                                       | Тривалість |
| ---- | ------------------------------------------------------------------------------------- | ------------------------------------------------------------------------------------------- | ---------- |
| 1.   | «Boy and the Ghost»                                                                   | Jessika Lundstrom, Anine Stang, Alexander Jonsson, Lindblom, Wollbeck, Turunen              | 4:30       |
| 2.   | «Lost Northern Star»                                                                  | Masbaum, Leonard, Turunen                                                                   | 5:15       |
| 3.   | «Ciarán's Well»                                                                       | Scholpp, Leonard, Дуґ Вімбіш, Turunen                                                       | 3:45       |
| 4.   | «Tired of Being Alone» (кавер на Schiller)                                            | Christopher von Deylen, Marcelo Cabuli, Turunen                                             | 6:40       |
| 5.   | «Попурі: Where Were You Last Night / Heaven Is a Place on Earth / Livin' on a Prayer» | Norell Oson Bard / Rick Nowels, Ellen Shipley / Джон Бон Джові, Річі Самбора, Дезмонд Чайлд | 4:10       |
| 6.   | «Underneath»                                                                          | Andrews, Turunen                                                                            | 6:05       |
| 7.   | «The Reign»                                                                           | Zagoritis, Stenzel, Heldmann, Turunen                                                       | 5:05       |
| 8.   | «Oasis / The Archive of Lost Dream»                                                   | Turunen                                                                                     | 5:45       |
| 9.   | «Still of the Night» (кавер на Whitesnake)                                            | Джон Сайкс, Девід Ковердейл                                                                 | 7:00       |
| 10.  | «Crimson Deep»                                                                        | Bart Hendrickson, Heldmann, Turunen                                                         | 7:43       |

+ Бонус:
- Інтерв'ю з Тар'єю і членами групи
- Відекліп: «Into the Sun»
- Фотогалерея 1: Through the Eyes of the Fans
- Фотогалерея 2: From Our Vaults: A Fly on the Wall

## Double CD track listing
| CD1 | CD1                  | CD1        |
| #   | Назва                | Тривалість |
| --- | -------------------- | ---------- |
| 1.  | «Anteroom of Death»  | 4:20       |
| 2.  | «My Little Phoenix»  | 4:42       |
| 3.  | «Dark Star»          | 4:44       |
| 4.  | «Naiad»              | 7:34       |
| 5.  | «Falling Awake»      | 5:15       |
| 6.  | «I Walk Alone»       | 4:27       |
| 7.  | «Little Lies»        | 4:23       |
| 8.  | «Into the Sun»       | 4:31       |
| 9.  | «Nemo»               | 5:03       |
| 10. | «Never Enough»       | 4:55       |
| 11. | «Still of the Night» | 6:41       |
| 12. | «In for a Kill»      | 5:07       |

| CD2 | CD2                                                                                    | CD2        |
| #   | Назва                                                                                  | Тривалість |
| --- | -------------------------------------------------------------------------------------- | ---------- |
| 1.  | «Boy and the Ghost»                                                                    | 4:29       |
| 2.  | «Lost Northern Star»                                                                   | 4:38       |
| 3.  | «Ciarán's Well»                                                                        | 3:40       |
| 4.  | «Tired of Being Alone»                                                                 | 5:56       |
| 5.  | «Where Were You Last Night / Heaven Is a Place on Earth / Livin' on a Prayer (Попурі)» | 4:05       |
| 6.  | «Underneath»                                                                           | 5:40       |
| 7.  | «Oasis / The Archive of Lost Dream»                                                    | 4:17       |
| 8.  | «Crimson Deep»                                                                         | 7:35       |
| 9.  | «The Phantom of the Opera»                                                             | 6:48       |
| 10. | «Die Alive»                                                                            | 4:11       |
| 11. | «Until My Last Breath»                                                                 | 4:40       |
| 12. | «Over the Hills and Far Away»                                                          | 6:07       |

## Медіа-книга
Альтернативний варіант Act I містить подвійний CD і DVD, а також 80-сторінкову фотокнигу і додатковий записаний наживо DVD з концерту в Luna Park.
| DVD3 | DVD3                                                                                   | DVD3       |
| #    | Назва                                                                                  | Тривалість |
| ---- | -------------------------------------------------------------------------------------- | ---------- |
| 1.   | «Dark Star»                                                                            |            |
| 2.   | «My Little Phoenix»                                                                    |            |
| 3.   | «The Crying Moon»                                                                      |            |
| 4.   | «I Walk Alone»                                                                         |            |
| 5.   | «Falling Awake»                                                                        |            |
| 6.   | «Signos»                                                                               |            |
| 7.   | «Little Lies»                                                                          |            |
| 8.   | «Underneath»                                                                           |            |
| 9.   | «Stargazers»                                                                           |            |
| 10.  | «Ciaran's Well»                                                                        |            |
| 11.  | «In for a Kill»                                                                        |            |
| 12.  | «Where Were You Last Night / Heaven Is a Place on Earth / Livin' on a Prayer (Попурі)» |            |
| 13.  | «Die Alive»                                                                            |            |
| 14.  | «Until My Last Breath»                                                                 |            |
| 15.  | «Wishmaster»                                                                           |            |

## Персонал
| - Тар'я Турунен — провідний вокал, піаніно, клавішні, продюсер - Alex Scholpp — гітари - Kevin Chown — бас-гітара, бек-вокал, ukulele - Christian Kretschmar — клавішні, віолончель - Майк Террана — барабани, джембе - Макс Лілья — віолончель | - Дуґ Вімбіш — бас, акустична бас-гітара - Джуліан Барретт — гітари - Diego Valdez — вокал на «The Phantom of the Opera» - Mic — продюсер - Tim Palmer — зведення. |

## Чарти
| DVD-чарт (2012)    | Найвища позиція |
| ------------------ | --------------- |
| Австрія            | 3               |
| Бельгія (Фландрія) | 7               |
| Бельгія (Валонія)  | 2               |
| Чехія              | 19              |
| Нідерланди         | 4               |
| Фінляндія          | 1               |
| Франція            | 2               |
| Німеччина          | 2               |
| Швеція             | 8               |
| Швейцарія          | 2               |

| Чарт альбомів (2012) | Найвища позиція |
| -------------------- | --------------- |
| Австрія              | 36              |
| Бельгія (Фландрія)   | 99              |
| Бельгія (Валонія)    | 82              |
| Фінляндія            | 12              |
| Франція              | 147             |
| Німеччина            | 5               |
| Швейцарія            | 48              |